# Вриедноснице
Вриедноснице Осиек, ранее носил название Дарда (хорв. KK Vrijednosnice Osijek), (хорв. KK Darda) — хорватский баскетбольный клуб из Осиека, созданный в 1980 году. Выступает в сильнейшей баскетбольной лиге Хорватии A1.

## История
Клуб был основан в 1980 году под названием «БК Дарда» в посёлке Дарда, расположенном несколькими километрами к северу от Осиека. С началом войны в Хорватии в 1991 году клуб прекратил своё существование.
Заново основан в том же месте и под тем же названием в 2004 году. Уже в первом сезоне пробился из низшей лиги в A2, второй по силе дивизион хорватского баскетбольного первенства. В сезоне 2008/2009 команда завоевала право играть в сильнейшей лиге Хорватии A1.
Первый же сезон 2009/2010 в сильнейшей хорватской лиге вышел для дебютанта успешным, в регулярном турнире клуб занял четвёртое место и вышел в раунд чемпионов, где, правда, занял последнее, 8-е место. Этот результат остаётся для клуба лучшим, в 4 последующих сезонах он не смог выйти в раунд чемпионов, но тем не менее каждый раз отстаивал своё право играть в сильнейшей лиге.
В сезоне 2014/2015 после банкротства и снятия с турнира клуба из Осиека «Осьечки Сокол» Дарда переехала из посёлка Дарда в Осиек. Команда стала, таким образом, главной баскетбольной командой города Осиек и сменила название на «Вриедноснице Осиек» по имени основного спонсора. Команда выступает во Дворце спорта Градски Врт (Gradski vrt), вместимость 1448 человек.

## Результаты
Результаты в последних по времени сезонах:
| Сезон   | Лига | Регулярный | За право остаться | Раунд чемпионов | Плей-Офф |
| ------- | ---- | ---------- | ----------------- | --------------- | -------- |
| 2009-10 | А1   | 4          | нет               | 8               | нет      |
| 2010-11 | А1   | 7          | 11                | нет             | нет      |
| 2011-12 | А1   | 7          | 12                | нет             | нет      |
| 2012-13 | А1   | 5          | 10                | нет             | нет      |
| 2013-14 | А1   | 8          | 12                | нет             | нет      |
| 2014-15 | А1   | 10         | 12                | нет             | нет      |